# Jana Sorgers-Rau
Jana Sorgers-Rau (geb. Sorgers, * 4. August 1967 in Neubrandenburg) ist zweifache Olympiasiegerin und neunfache Weltmeisterin im Rudern. Sie gewann 1988 in Seoul im Doppelvierer in der Mannschaft der damaligen DDR die Goldmedaille und wiederholte diesen Gewinn acht Jahre später in Atlanta für Deutschland.

## Leben
Für ihren Olympiasieg in Seoul 1988 wurde Sorgers-Rau mit dem Vaterländischen Verdienstorden in Gold ausgezeichnet. Für ihren Olympiasieg in Atlanta 1996 wurde Jana Sorgers im selben Jahr mit dem Silbernen Lorbeerblatt ausgezeichnet.
Sorgers-Rau hat ihre Laufbahn 1996 beendet und wurde 1997 als erste Ruderin vom Weltruderverband FISA mit der höchsten Auszeichnung im Rudersport – der Thomas-Keller-Medaille – ausgezeichnet. Jana Sorgers ist mit dem Ruderer und heutigem Vorstandsmitglied der Stiftung Deutsche Sporthilfe, Oliver Rau, verheiratet. Die Eheleute haben zwei erwachsene Töchter (Zwillinge). Jana Sorgers-Rau arbeitet in Bremen als Personal-Trainerin in einem EMS-Studio.

## Größte Erfolge
- 1988 Olympiasiegerin (Seoul) im Doppelvierer
- 1996 Olympiasiegerin (Atlanta) im Doppelvierer

- 1984 Junioren-Weltmeisterin (Jönköping) im Doppelvierer
- 1985 Junioren-Weltmeisterin (Brandenburg) im Doppelzweier

- 1986 Weltmeisterin (Nottingham) im Doppelvierer
- 1987 Weltmeisterin (Kopenhagen) im Doppelvierer
- 1989 Weltmeisterin (Bled) im Doppelzweier
- 1990 Weltmeisterin (Tasmanien) im Doppelvierer
- 1991 Weltmeisterin (Wien) im Doppelvierer
- 1994 Weltmeisterin (Indianapolis) im Doppelvierer
- 1995 Weltmeisterin (Tampere) im Doppelvierer